# Baka Beyond
Baka Beyond je britanski glazbeni sastav formiran 1992. godine. U njihovim pjesmama prisutna je fuzija keltske glazbe i zapadnjačkog stila te tradicionalne glazbe plemena Baka iz Kameruna. Članovi Baka Beyonda dolaze s raznih strana svijeta i iz različitih kultura. 
Godine 2013. nastupili su i u Hrvatskoj, na festivalu Ethnoambient u Solinu.

## Životopis
Baka Beyond osnovan je 1992. godine, kada su glazbenici Su Hart i Martin Cradick (prvobitno član grupe Outback) otputovali na jugoistok Kameruna kako bi proveli neko vrijeme živeći s plemenom Baka, u njihovom prirodnom prašumskom okruženju. Za to vrijeme snimali su glazbene uratke s pripadnicima plemena, a neki su objavljeni nakon povratka u Veliku Britaniju, na albumu prvijencu Baka Beyonda, Spirit of the Forest. U vrijeme osnivanja, Baka Beyond činili su samo britanski glazbenici, koji su se trudili stvarati glazbu sličnu onoj koju su snimali s Bakama, no s vremenom su im se priključili i glazbenici iz Senegala, Bretanje, Sierre Leone i Gane.
Martin Cradick i ostali članovi sastava vratili su se u prašumu kako bi ponovno snimili glazbu s Bakama. Snimili su tako mnogo albuma, koji su bili mješavina originalnih prašumskih zvukova i njihove glazbe, koja od samog početka odražava jak utjecaj tradicionalne glazbe Baka.
Većina zarade od prodaje albuma Baka Beyonda troši se na očuvanje prašume, a na inzistiranje članova plemena Baka u prašumi je izgrađena i nova glazbena kuća - velika drvena koliba s kompletnom opremom za snimanje.

## Zvuk
Zvuk Baka Beyonda je kombinacija tradicionalne glazbe plemena Baka, afričkih ritmova i keltskih napjeva. Njihove pjesme obilježava jak ritam, tradicionalni način pjevanja Baka plemena te egzotični instrumenti poput marimbe, djembe, ning nonga, soge, kongome, palanga, tame, kalabasha i kore (afrička harfa).

## Članovi
- Su Hart (Velika Britanija)
- Martin Cradick (Velika Britanija)
- Paddy Le Mercier (Francuska)
- Ayodele Scott (Sierra Leone)
- Seckou Keita (Senegal)
- Kibisingo Douglas (Kongo)
- Denise Rowe (Velika Britanija)
- Tim Robinson (Velika Britanija)
- Nii Tagoe (Gana)

## Turneja 2006
- U travnju 2006. godine,  Baka Beyond započeo je turneju po Velikoj Britaniji. Na ovu turneju pozvali su sedam glazbenika iz plemena Baka, koji su tada prvi put napustili prašumu. Događaj je bio dobro medijski popraćen, i novinski i televizijski.

## Diskografija
- Spirit of the Forest (1993.)
- Heart of the Forest (1993.)
- The Meeting Pool (1995.)
- Outback (1996.)
- Journey Between (1998.)
- Sogo (2000.)
- East to West (2002.)
- Rhythm Tree (2005.)
- Baka Live (2007.)

## Unutarnje poveznice
- Baka (pleme)

## Vanjske poveznice
- Službena stranica  Arhivirana inačica izvorne stranice od 12. svibnja 2008. (Wayback Machine)